# Zainab Haidary
 Zainab Haidary (* 1990 in Daikondi) ist eine afghanische Künstlerin.

## Leben und Werk
Zainab Haidary erlangte 2009 den Abschluss an der Marefat High School in Kabul, absolvierte den Bachelor für Malerei an der Universität Kabul. Sie studiert an der Hochschule für Künste Bremen.
Haidary nahm an dem High-School-Projekt Being ›We the People‹ teil, das 2010 im National Constitution Center, Philadelphia, und im Nationalmuseum Kabul, präsentiert wurde. Ihre Arbeiten waren 2010 in der Ausstellung 'The Haunted Lotus: Contemporary Art from Kabul' bei The Cross Art Projects, Sydney, zu sehen. 2012 war Haidary Teilnehmerin der dOCUMENTA (13) in Kassel und Afghanistan. Im Begleitbuch zur documenta wird ihr Werk wie folgt kommentiert:

„Zainab Haidary […] analysiert in ihren Gemälden und Fotografien das sich wandelnde Verhältnis zwischen bewaffneter Auseinandersetzung und Hilfeleistung und versetzt innere Emotionen durch einen oft intimen Blickwinkel auf die Realität des Alltags in Bewegung.“